# Agata Smogorzewska
Agata Smogorzewska – polsko-amerykańska doktor medycyny i naukowczyni specjalizująca się w biologii molekularnej. Jest profesorką i kierowniczką  Laboratory of Genome Maintenance na Uniwersytecie Rockefellera.

## Biografia
W 1995 r. uzyskała tytuł licencjata z biologii molekularnej i biochemii na Uniwersytecie Południowej Kalifornii, następnie w 2002 r. stopień doktora na Uniwersytecie Rockefellera, 2003 r. tytuł doktora medycyny na Weill Cornell Medical College. W latach 2003–2006 odbyła staż z patologii klinicznej w Massachusetts General Hospital, w latach 2005–2009 została stypendystką podoktorską w Harvard Medical School pod kierunkiem dr Stephena Elledge’a. W 2009 r. została adiunktem na Uniwersytecie Rockefellera, w 2015 r. awansowała na stanowisko profesora nadzwyczajnego, w 2023 r. została profesorem. Od 2009 r. jest kierownikiem Laboratory of Genome Maintenance, w 2023 r. została kierownikiem Marlene Hess Center for Research on Women's Health and Biomedcine. 
Smogorzewska jest laureatką licznych nagród i autorką prac naukowych. Jest członkiem American Society of Clinical Investigation, American Society of Human Genetics, Board of Scientific Advisors . 

## Nagrody i wyróżnienia
Za źródłem:
- Burroughs Wellcome Fund Award, 2008
- Irma T. Hirschl/Monique Weill-Caulier Trust Research Award, 2010
- Rita Allen Foundation Scholar, 2010
- Doris Duke Charitable Foundation Clinical Scientist Development Award, 2011
- Pershing Square Sohn Prize, 2014
- The Rockefeller University Distinguished Teaching Award, 2014
- David B. Frohnmayer Early Investigator Award, 2015
- Howard Hughes Medical Institute Faculty Scholar, 2016
- Gabrielle H. Reem and Herbert J. Kayden Early-Career Innovation Award, 2017